# Oxyura
Oxyura és un gènere d'ocells aquàtics de la tribu Oxyurini, dins la subfamília dels anserins (Anserinae), i la família dels anàtids (Anatidae). Es caracteritzen per una cua rígida que sovint mantenen erecta quan l'ocell està en repòs. Tenen grans becs, de color blau en els mascles. Habiten en zones càlides o temperades de tots els continents. Als Països Catalans es presenten dues de les espècies: malvasia capblanca i malvasia de Jamaica; el segon és un invasor.

## Taxonomia
El gènere Oxyura va ser introduït (com a subgènere) el 1828 pel naturalista francès Charles Lucien Bonaparte per acomodar un únic tàxon, Anas rubidus (Wilson, 1814). Aquest és ara considerat com un sinònim d'Anas jamaicensis (Gmelin 1789), el malvasia de Jamaica. El nom del gènere deriva del grec antic «oxus», que significa "punyagut", i «oura» que significa "cua".
Els sis membres existents d'aquest gènere es distribueixen àmpliament per Amèrica del Nord, Amèrica del Sud, Austràlia, Àsia i gran part d'Àfrica.
Segons la classificació del Congrés Ornitològic Internacional (versió 14.2, 2024) aquest gènere conté 6 espècies:
- Malvasia australiana (Oxyura australis).
- Malvasia andina (Oxyura ferruginea).
- Malvasia de Jamaica (Oxyura jamaicensis).
- Malvasia capblanca (Oxyura leucocephala).
- Malvasia africana (Oxyura maccoa).
- Malvasia de l'Argentina (Oxyura vittata).

O. ferruginea era inclosa a O. jamaicensis i a partir d'estudis com els de Ridgely i Greenfield 2001; Jaramillo 2003 i Dickinson 2003 es va separar. Tanmateix, i basant-se en poblacions híbrides (andina) a Colòmbia, hi ha autoritats que els agrupen (H&M 4; Fjeldså 1986; SACC; McCracken i Sorenson 2005).